# Lista över fyrar i Mälaren
Detta är en lista över fyrar i Mälaren.
| Bild                        | Namn                        | Fyrkaraktär                                 | Lyshöjd                                     | Lysvidd                                              | Fyrnummer                                   | Fyrnummer |
| Bild                        | Koordinater                 | Koordinater                                 | Märker ut                                   | Märker ut                                            | Märker ut                                   | Märker ut |
| --------------------------- | --------------------------- | ------------------------------------------- | ------------------------------------------- | ---------------------------------------------------- | ------------------------------------------- | --------- |
|                             | Agneudde                    | Exting                                      | 6,5 meter                                   | 8 nautisk mil, 5,6 nautisk mil och 4,6 nautisk mil   | C6687                                       |           |
| 59°31′4.8″N,16°58′0″E       | 59°31′4.8″N,16°58′0″E       | Sundet mellan Aspö och Tedarö               | Sundet mellan Aspö och Tedarö               | Sundet mellan Aspö och Tedarö                        | Sundet mellan Aspö och Tedarö               |           |
|                             | Bockholmssund nedre         | Iso WRG 4s                                  | 4 meter                                     | 7 nautisk mil                                        | C6716.7                                     |           |
| 59°16′25.5″N,17°39′50.2″E   | 59°16′25.5″N,17°39′50.2″E   | Passage genom Bockholmssundet               | Passage genom Bockholmssundet               | Passage genom Bockholmssundet                        | Passage genom Bockholmssundet               |           |
|                             | Bockholmssund övre          | Q W                                         | 10,8 meter                                  | 8,2 nautisk mil                                      | C6716.8                                     |           |
| 59°16′27.1″N,17°39′23.6″E   | 59°16′27.1″N,17°39′23.6″E   | Passage genom Bockholmssundet               | Passage genom Bockholmssundet               | Passage genom Bockholmssundet                        | Passage genom Bockholmssundet               |           |
|                             | Bockholmssund Östra         | Fl WRG 3s                                   | 5 meter                                     | 5,4 nautisk mil                                      | C6717                                       |           |
| 59°16′22″N,17°40′15″E       | 59°16′22″N,17°40′15″E       | Passage genom Bockholmssundet               | Passage genom Bockholmssundet               | Passage genom Bockholmssundet                        | Passage genom Bockholmssundet               |           |
|                             | Bogen                       | Iso WRG 3s                                  | 6 meter                                     | 8 nautisk mil, 5,6 nautisk mil och 4,6 nautisk mil   | C6694                                       |           |
| 59°27′5.82″N,16°9′32.52″E   | 59°27′5.82″N,16°9′32.52″E   | Passage över Galten                         | Passage över Galten                         | Passage över Galten                                  | Passage över Galten                         |           |
|                             | Bornhuvud                   | Exting                                      | 6,8 meter                                   | 6 nautisk mil                                        | C6680.4                                     |           |
| 59°16′6.4″N,17°34′45.7″E    | 59°16′6.4″N,17°34′45.7″E    | Passage över södra Björkfjärden             | Passage över södra Björkfjärden             | Passage över södra Björkfjärden                      | Passage över södra Björkfjärden             |           |
|                             | Botten                      | Iso WRG 4s                                  | 6 meter                                     | 9,8 nautisk mil, 7,4 nautisk mil och 6,2 nautisk mil | C6694.2                                     |           |
| 59°27′1″N,16°4′45″E         | 59°27′1″N,16°4′45″E         | Passage över Galten                         | Passage över Galten                         | Passage över Galten                                  | Passage över Galten                         |           |
|                             | Brobygrund                  | Q WRG                                       | 4 meter                                     | 8,2 nautisk mil, 5,8 nautisk mil och 4,8 nautisk mil | C6692.8                                     |           |
| 59°26′51.8″N,16°15′1.9″E    | 59°26′51.8″N,16°15′1.9″E    | Passage österut från Galten                 | Passage österut från Galten                 | Passage österut från Galten                          | Passage österut från Galten                 |           |
|                             | Bryggholmen                 | Iso WRG 3s                                  | 7,1 meter                                   | 5,4 nautisk mil, 3,6 nautisk mil och 2,8 nautisk mil | C6684.8                                     |           |
| 59°31′48.2″N,17°6′57.4″E    | 59°31′48.2″N,17°6′57.4″E    | Passage söder om Bryggholmen                | Passage söder om Bryggholmen                | Passage söder om Bryggholmen                         | Passage söder om Bryggholmen                |           |
|                             | Espholmen                   | Fl(2) WRG 3s                                | 5,3 meter                                   | 8,4 nautisk mil                                      | C6693                                       |           |
| 59°26′45.4″N,16°14′35.4″E   | 59°26′45.4″N,16°14′35.4″E   | Passage österut från Galten                 | Passage österut från Galten                 | Passage österut från Galten                          | Passage österut från Galten                 |           |
|                             | Estbröte                    | Fl(2) WRG 6s                                | 5,3 meter                                   | 5,2 nautisk mil                                      | C6718                                       |           |
| 59°16′41.9″N,17°51′54.9″E   | 59°16′41.9″N,17°51′54.9″E   | Sundet mellan Ekerö och Skärholmen          | Sundet mellan Ekerö och Skärholmen          | Sundet mellan Ekerö och Skärholmen                   | Sundet mellan Ekerö och Skärholmen          |           |
|                             | Fageröflisan                | Fl(3) WRG 9s                                | 5 meter                                     | 4,6 nautisk mil, 3 nautisk mil och 2 nautisk mil     | C6683                                       |           |
| 59°30′49.2″N,17°28′54.8″E   | 59°30′49.2″N,17°28′54.8″E   | Inloppet till Kalmarviken                   | Inloppet till Kalmarviken                   | Inloppet till Kalmarviken                            | Inloppet till Kalmarviken                   |           |
|                             | Fagerö                      | Fl(2) WRG 6s                                | 6 meter                                     | 5,4 nautisk mil, 3,6 nautisk mil och 2,8 nautisk mil | C6688                                       |           |
| 59°30′7.7″N,16°50′12.5″E    | 59°30′7.7″N,16°50′12.5″E    | Sundet mellan Fagerön och Fogdön            | Sundet mellan Fagerön och Fogdön            | Sundet mellan Fagerön och Fogdön                     | Sundet mellan Fagerön och Fogdön            |           |
|                             | Flaten                      | Iso WRG 3s                                  | 5,4 meter                                   | 7,6 nautisk mil                                      | C6691                                       |           |
| 59°30′46.08″N,16°35′13.14″E | 59°30′46.08″N,16°35′13.14″E | Passage väster om Ridön                     | Passage väster om Ridön                     | Passage väster om Ridön                              | Passage väster om Ridön                     |           |
|                             | Flatgarn                    | Iso WRG 3s                                  | 3 meter                                     | 6,4 nautisk mil, 4,4 nautisk mil och 3,6 nautisk mil | C6684.2                                     |           |
| 59°31′6.4″N,17°10′17″E      | 59°31′6.4″N,17°10′17″E      | Passage norr om Arnö                        | Passage norr om Arnö                        | Passage norr om Arnö                                 | Passage norr om Arnö                        |           |
|                             | Flottsund                   | Fl(2) W 6s                                  | 7 meter                                     | 4,8 nautisk mil                                      |                                             |           |
| 59°47′10.3″N,17°39′21.2″E   | 59°47′10.3″N,17°39′21.2″E   | Fyrisåns mynning                            | Fyrisåns mynning                            | Fyrisåns mynning                                     | Fyrisåns mynning                            |           |
|                             | Fläsket                     | Q W                                         | 4,8 meter                                   | 9 nautisk mil                                        | C6718.5                                     |           |
| 59°18′14.3″N,17°55′57.4″E   | 59°18′14.3″N,17°55′57.4″E   | Sundet mellan Fågelön och Bredäng           | Sundet mellan Fågelön och Bredäng           | Sundet mellan Fågelön och Bredäng                    | Sundet mellan Fågelön och Bredäng           |           |
|                             | Fröholmen                   | Iso WRG 3s                                  | 6,1 meter                                   | 5,4 nautisk mil, 3,6 nautisk mil och 2,8 nautisk mil | C6689.2                                     |           |
| 59°31′42″N,16°40′37.4″E     | 59°31′42″N,16°40′37.4″E     | Passage norr om Ridön                       | Passage norr om Ridön                       | Passage norr om Ridön                                | Passage norr om Ridön                       |           |
|                             | Gisselholmen                | Fl(2) WRG 3s                                | 6 meter                                     | 4,8 nautisk mil                                      | C6687.4                                     |           |
| 59°29′39.7″N,16°57′8″E      | 59°29′39.7″N,16°57′8″E      | Sundet mellan Aspö och Gisselholmen         | Sundet mellan Aspö och Gisselholmen         | Sundet mellan Aspö och Gisselholmen                  | Sundet mellan Aspö och Gisselholmen         |           |
|                             | Gliparna                    | Iso WRG 3s                                  | 4 meter                                     | 5,8 nautisk mil                                      | C6694.4                                     |           |
| 59°27′31″N,16°11′14.8″E     | 59°27′31″N,16°11′14.8″E     | Passage över Galten                         | Passage över Galten                         | Passage över Galten                                  | Passage över Galten                         |           |
|                             | Grönsö                      | Iso WRG 3s                                  | 3 meter                                     | 6,4 nautisk mil, 4,4 nautisk mil och 3,6 nautisk mil | C6684                                       |           |
| 59°28′51.2″N,17°13′48.2″E   | 59°28′51.2″N,17°13′48.2″E   | Sundet mellan Grönsö och Arnö               | Sundet mellan Grönsö och Arnö               | Sundet mellan Grönsö och Arnö                        | Sundet mellan Grönsö och Arnö               |           |
|                             | Gåsholm                     | Fl(2) WRG 3s                                | 8 meter                                     | 7,6 nautisk mil                                      | C6681                                       |           |
| 59°19′16.74″N,17°31′40.86″E | 59°19′16.74″N,17°31′40.86″E | Sundet mellan Björkö och Kurön              | Sundet mellan Björkö och Kurön              | Sundet mellan Björkö och Kurön                       | Sundet mellan Björkö och Kurön              |           |
|                             | Haga                        | Fl R 3s                                     | 4 meter                                     | 4,4 nautisk mil                                      | C6685                                       |           |
| 59°35′51.7″N,17°3′29.4″E    | 59°35′51.7″N,17°3′29.4″E    | Inloppet till Enköpingsån                   | Inloppet till Enköpingsån                   | Inloppet till Enköpingsån                            | Inloppet till Enköpingsån                   |           |
|                             | Hallingön                   | Iso WRG 3s                                  | 6 meter                                     | 5,8 nautisk mil, 4 nautisk mil och 3,2 nautisk mil   | C6687.8                                     |           |
| 59°29′26.5″N,16°51′55.7″E   | 59°29′26.5″N,16°51′55.7″E   | Passage väster om Hallingen                 | Passage väster om Hallingen                 | Passage väster om Hallingen                          | Passage väster om Hallingen                 |           |
|                             | Hjulsta                     | Exting                                      | 4,8 meter                                   | 7,6 nautisk mil                                      | C6686.2                                     |           |
| 59°31′53.1″N,16°59′51.9″E   | 59°31′53.1″N,16°59′51.9″E   | Passage norr om Märsön                      | Passage norr om Märsön                      | Passage norr om Märsön                               | Passage norr om Märsön                      |           |
|                             | Hovaren                     | Fl(2) WRG 3s                                | 5 meter                                     | 5,8 nautisk mil                                      | C6689.6                                     |           |
| 59°34′31.3″N,16°33′6.4″E    | 59°34′31.3″N,16°33′6.4″E    | Västerås inlopp                             | Västerås inlopp                             | Västerås inlopp                                      | Västerås inlopp                             |           |
|                             | Husgarn                     | Fl(2) WRG 3s                                | 4,7 meter                                   | 5,4 nautisk mil, 3,6 nautisk mil och 2,8 nautisk mil | C6684.4                                     |           |
| 59°30′56.3″N,17°9′6″E       | 59°30′56.3″N,17°9′6″E       | Passage norr om Arnö                        | Passage norr om Arnö                        | Passage norr om Arnö                                 | Passage norr om Arnö                        |           |
|                             | Hästskär                    | Iso WRG 3s                                  | 3,4 meter                                   | 6,2 nautisk mil, 4,4 nautisk mil och 3,4 nautisk mil | C6687.6                                     |           |
| 59°28′52.9″N,16°53′1.4″E    | 59°28′52.9″N,16°53′1.4″E    | Passage söder om Hallingen                  | Passage söder om Hallingen                  | Passage söder om Hallingen                           | Passage söder om Hallingen                  |           |
|                             | Högholm                     | Fl(2) WRG 3s                                | 3,9 meter                                   | 7,6 nautisk mil                                      | C6691.1                                     |           |
| 59°30′15.1″N,16°34′41.9″E   | 59°30′15.1″N,16°34′41.9″E   | Passage väster om Ridön                     | Passage väster om Ridön                     | Passage väster om Ridön                              | Passage väster om Ridön                     |           |
|                             | Kattskär                    | Iso WRG 3s                                  | 4 meter                                     | 8,4 nautisk mil                                      | C6692.2                                     |           |
| 59°27′15.96″N,16°21′29.52″E | 59°27′15.96″N,16°21′29.52″E | Passage österut från Kvicksund              | Passage österut från Kvicksund              | Passage österut från Kvicksund                       | Passage österut från Kvicksund              |           |
|                             | Koholmsgrund                | Fl(2) WRG 3s                                | 6 meter                                     | 9 nautisk mil                                        | C6685.4                                     |           |
| 59°31′42.7″N,17°3′0″E       | 59°31′42.7″N,17°3′0″E       | Passage norr om Märsön                      | Passage norr om Märsön                      | Passage norr om Märsön                               | Passage norr om Märsön                      |           |
|                             | Kungshatt                   | Iso W 4s                                    | 5 meter                                     | 3,8 nautisk mil                                      | C6718.6                                     |           |
| 59°17′50.4″N,17°54′11.9″E   | 59°17′50.4″N,17°54′11.9″E   | Passage mellan Kungshatt och Sätra          | Passage mellan Kungshatt och Sätra          | Passage mellan Kungshatt och Sätra                   | Passage mellan Kungshatt och Sätra          |           |
|                             | Kurön                       | Iso WRG 3s                                  | 8,9 meter                                   | 12 nautisk mil                                       | C6682                                       |           |
| 59°20′3.54″N,17°29′20.52″E  | 59°20′3.54″N,17°29′20.52″E  | Sundet mellan Kurön och Adelsö              | Sundet mellan Kurön och Adelsö              | Sundet mellan Kurön och Adelsö                       | Sundet mellan Kurön och Adelsö              |           |
|                             | Kvicksund Västra            | Iso WRG 4s                                  | 13,5 meter                                  | 12 nautisk mil                                       | C6692.4                                     |           |
| 59°27′11.6″N,16°19′10.5″E   | 59°27′11.6″N,16°19′10.5″E   | Passage genom Kvicksund                     | Passage genom Kvicksund                     | Passage genom Kvicksund                              | Passage genom Kvicksund                     |           |
|                             | Kvicksund Östra             | Iso WRG 4s                                  | 5 meter                                     | 12 nautisk mil, 9,2 nautisk mil och 7,8 nautisk mil  | C6692.3                                     |           |
| 59°27′9.1″N,16°19′14.2″E    | 59°27′9.1″N,16°19′14.2″E    | Passage genom Kvicksund                     | Passage genom Kvicksund                     | Passage genom Kvicksund                              | Passage genom Kvicksund                     |           |
|                             | Köping nedre                | Q W                                         | 3,5 meter                                   | 6,2 nautisk mil                                      | C6695                                       |           |
| 59°29′15″N,16°3′12.2″E      | 59°29′15″N,16°3′12.2″E      | Köpings inlopp                              | Köpings inlopp                              | Köpings inlopp                                       | Köpings inlopp                              |           |
|                             | Köping övre                 | Oc W 4s                                     | 11 meter                                    | 11,5 nautisk mil                                     | C6695.1                                     |           |
| 59°29′47.3″N,16°2′0.4″E     | 59°29′47.3″N,16°2′0.4″E     | Köpings inlopp                              | Köpings inlopp                              | Köpings inlopp                                       | Köpings inlopp                              |           |
|                             | Lastberget                  | Fl WRG 3s                                   | 5 meter                                     | 5 nautisk mil, 3,4 nautisk mil och 2,6 nautisk mil   | C6682.6                                     |           |
| 59°28′19.7″N,17°25′49.5″E   | 59°28′19.7″N,17°25′49.5″E   | Passage norrut från norra Björkfjärden      | Passage norrut från norra Björkfjärden      | Passage norrut från norra Björkfjärden               | Passage norrut från norra Björkfjärden      |           |
|                             | Lilla Aggarö                | Iso WRG 3s                                  | 5,3 meter                                   | 6,4 nautisk mil                                      | C6688.6                                     |           |
| 59°30′51″N,16°43′52.6″E     | 59°30′51″N,16°43′52.6″E     | Passage norr om Aggarön                     | Passage norr om Aggarön                     | Passage norr om Aggarön                              | Passage norr om Aggarön                     |           |
|                             | Långhällsudde               | Fl WRG 4s                                   | 4,2 meter                                   | 6,2 nautisk mil                                      | C6680.6                                     |           |
| 59°17′2.8″N,17°36′23.7″E    | 59°17′2.8″N,17°36′23.7″E    | Passage över södra Björkfjärden             | Passage över södra Björkfjärden             | Passage över södra Björkfjärden                      | Passage över södra Björkfjärden             |           |
|                             | Märsön                      | Iso WRG 3s                                  | 6 meter                                     | 6,8 nautisk mil                                      | C6686.6                                     |           |
| 59°31′12.1″N,16°59′21″E     | 59°31′12.1″N,16°59′21″E     | Sundet mellan Märsön och Tedarö             | Sundet mellan Märsön och Tedarö             | Sundet mellan Märsön och Tedarö                      | Sundet mellan Märsön och Tedarö             |           |
|                             | Nybyholm                    | Iso WRG 3s                                  | 4,2 meter                                   | 8,6 nautisk mil                                      | C6685.6                                     |           |
| 59°31′40.9″N,17°1′57.1″E    | 59°31′40.9″N,17°1′57.1″E    | Passage norr om Märsön                      | Passage norr om Märsön                      | Passage norr om Märsön                               | Passage norr om Märsön                      |           |
|                             | Oknö Hälludde               | Iso WRG 3s                                  | 3,6 meter                                   | 7,2 nautisk mil                                      | C6684.6                                     |           |
| 59°31′22.5″N,17°6′59″E      | 59°31′22.5″N,17°6′59″E      | Passage söder om Bryggholmen                | Passage söder om Bryggholmen                | Passage söder om Bryggholmen                         | Passage söder om Bryggholmen                |           |
|                             | Ridö Pilskär                | Fl(2) WRG 6s                                | 7 meter                                     | 5 nautisk mil, 3,4 nautisk mil och 2,6 nautisk mil   | C6681.2                                     |           |
| 59°19′34.3″N,17°23′11.1″E   | 59°19′34.3″N,17°23′11.1″E   | Sundet söder om Ridön                       | Sundet söder om Ridön                       | Sundet söder om Ridön                                | Sundet söder om Ridön                       |           |
|                             | Ridö                        | Iso WRG 3s                                  | 5,7 meter                                   | 7,4 nautisk mil                                      | C6689                                       |           |
| 59°30′50″N,16°39′54.3″E     | 59°30′50″N,16°39′54.3″E     | Passage norr om Aggarön                     | Passage norr om Aggarön                     | Passage norr om Aggarön                              | Passage norr om Aggarön                     |           |
|                             | Sandholmen nedre            | Q WRG                                       | 7 meter                                     | 6,2 nautisk mil, 4,4 nautisk mil och 3,4 nautisk mil | C6694.8                                     |           |
| 59°28′15.3″N,16°12′52.5″E   | 59°28′15.3″N,16°12′52.5″E   | Passage över Galten                         | Passage över Galten                         | Passage över Galten                                  | Passage över Galten                         |           |
|                             | Sandholmen övre             | Iso W 3s                                    | 10,5 meter                                  | 8,4 nautisk mil                                      | C6694.81                                    |           |
| 59°28′21″N,16°13′7.9″E      | 59°28′21″N,16°13′7.9″E      | Passage över Galten                         | Passage över Galten                         | Passage över Galten                                  | Passage över Galten                         |           |
|                             | Sandudden                   | Iso W 4s                                    | 21 meter                                    | 9,4 nautisk mil                                      | C6693.4                                     |           |
| 59°26′4.1″N,16°10′13.2″E    | 59°26′4.1″N,16°10′13.2″E    | Passage över Galten                         | Passage över Galten                         | Passage över Galten                                  | Passage över Galten                         |           |
|                             | Selaön                      | Iso WRG 3s                                  | 5,1 meter                                   | 5,8 nautisk mil                                      | C6683.8                                     |           |
| 59°26′38.7″N,17°16′22″E     | 59°26′38.7″N,17°16′22″E     | Sundet mellan Grönsö och Selaön             | Sundet mellan Grönsö och Selaön             | Sundet mellan Grönsö och Selaön                      | Sundet mellan Grönsö och Selaön             |           |
|                             | Sigtuna                     | Iso WRG 4s                                  | 4 meter                                     | 9 nautisk mil                                        | C6719.4                                     |           |
| 59°36′46.6″N,17°42′51.1″E   | 59°36′46.6″N,17°42′51.1″E   | Inloppet till Sigtuna hamn                  | Inloppet till Sigtuna hamn                  | Inloppet till Sigtuna hamn                           | Inloppet till Sigtuna hamn                  |           |
|                             | Skylgrund                   | Fl(3) WRG 9s                                | 5,8 meter                                   | 4 nautisk mil, 2,4 nautisk mil och 1,8 nautisk mil   | C6694.6                                     |           |
| 59°27′39.8″N,16°11′27.8″E   | 59°27′39.8″N,16°11′27.8″E   | Passage över Galten                         | Passage över Galten                         | Passage över Galten                                  | Passage över Galten                         |           |
|                             | Slagstaholm                 | Fl WRG 3s                                   | 4 meter                                     | 5,8 nautisk mil                                      | C6717.8                                     |           |
| 59°15′48.2″N,17°50′31.7″E   | 59°15′48.2″N,17°50′31.7″E   | Sundet mellan Ekerö och Hallunda            | Sundet mellan Ekerö och Hallunda            | Sundet mellan Ekerö och Hallunda                     | Sundet mellan Ekerö och Hallunda            |           |
|                             | Småholm                     | Iso WRG 3s                                  | 4 meter                                     | 5,4 nautisk mil, 3,6 nautisk mil och 2,8 nautisk mil | C6692.6                                     |           |
| 59°27′2.5″N,16°16′54.1″E    | 59°27′2.5″N,16°16′54.1″E    | Passage västerut från Kvicksund             | Passage västerut från Kvicksund             | Passage västerut från Kvicksund                      | Passage västerut från Kvicksund             |           |
|                             | Snesarboudde                | Fl(2) WRG 3s                                | 4,5 meter                                   | 5,4 nautisk mil, 3,6 nautisk mil och 2,8 nautisk mil | C6688.2                                     |           |
| 59°30′57.54″N,16°44′54.3″E  | 59°30′57.54″N,16°44′54.3″E  | Passage över Granfjärden                    | Passage över Granfjärden                    | Passage över Granfjärden                             | Passage över Granfjärden                    |           |
|                             | Stavskallen                 | Iso WRG 3s                                  | 6,2 meter                                   | 6,6 nautisk mil                                      | C6691.3                                     |           |
| 59°28′18″N,16°31′34.4″E     | 59°28′18″N,16°31′34.4″E     | Passage över Blacken                        | Passage över Blacken                        | Passage över Blacken                                 | Passage över Blacken                        |           |
|                             | Stora Aggarö                | Iso WRG 3s                                  | 5,5 meter                                   | 5,4 nautisk mil                                      | C6688.8                                     |           |
| 59°30′44.1″N,16°42′20.2″E   | 59°30′44.1″N,16°42′20.2″E   | Passage norr om Aggarön                     | Passage norr om Aggarön                     | Passage norr om Aggarön                              | Passage norr om Aggarön                     |           |
|                             | Stora Gåsholm               | LFl WRG 8s                                  | 5 meter                                     | 5,8 nautisk mil, 4 nautisk mil och 3,2 nautisk mil   | C6682.4                                     |           |
| 59°28′21.9″N,17°27′17″E     | 59°28′21.9″N,17°27′17″E     | Passage norrut från norra Björkfjärden      | Passage norrut från norra Björkfjärden      | Passage norrut från norra Björkfjärden               | Passage norrut från norra Björkfjärden      |           |
|                             | Stora Sandskär              | Fl(2) WRG 3s                                | 4,6 meter                                   | 6,4 nautisk mil, 4,4 nautisk mil och 3,6 nautisk mil | C6689.4                                     |           |
| 59°31′46.5″N,16°35′22.4″E   | 59°31′46.5″N,16°35′22.4″E   | Passage över Fulleröfjärden                 | Passage över Fulleröfjärden                 | Passage över Fulleröfjärden                          | Passage över Fulleröfjärden                 |           |
|                             | Strömskär                   | Iso WRG 3s                                  | 2,5 meter                                   | 8,6 nautisk mil                                      | C6686.4                                     |           |
| 59°31′43.9″N,16°59′14.5″E   | 59°31′43.9″N,16°59′14.5″E   | Passage nordväst om Märsön                  | Passage nordväst om Märsön                  | Passage nordväst om Märsön                           | Passage nordväst om Märsön                  |           |
|                             | Sätra                       | Fl WRG 3s                                   | 5 meter                                     | 3,8 nautisk mil                                      | C6718.3                                     |           |
| 59°17′27.5″N,17°53′33.4″E   | 59°17′27.5″N,17°53′33.4″E   | Sundet mellan Kungshatt och Sätra           | Sundet mellan Kungshatt och Sätra           | Sundet mellan Kungshatt och Sätra                    | Sundet mellan Kungshatt och Sätra           |           |
|                             | Tedarö                      | Fl(2) W 6s                                  | 3,5 meter                                   | 5,2 nautisk mil                                      | C6686.8                                     |           |
| 59°31′11.9″N,16°59′6″E      | 59°31′11.9″N,16°59′6″E      | Sundet mellan Märsön och Tedarö             | Sundet mellan Märsön och Tedarö             | Sundet mellan Märsön och Tedarö                      | Sundet mellan Märsön och Tedarö             |           |
|                             | Tegeltorp                   | Q WRG                                       | 5 meter                                     | 3,4 nautisk mil                                      | C6680                                       | 116-9005  |
| 59°13′54.7″N,17°36′20.7″E   | 59°13′54.7″N,17°36′20.7″E   | Södertäljeviken norr om Linasundet          | Södertäljeviken norr om Linasundet          | Södertäljeviken norr om Linasundet                   | Södertäljeviken norr om Linasundet          |           |
|                             | Toppvik                     | Iso WRG 3s                                  | 8 meter                                     | 6,2 nautisk mil                                      | C6687.2                                     |           |
| 59°29′45″N,16°57′22.9″E     | 59°29′45″N,16°57′22.9″E     | Sundet mellan Aspö och Gisselholmen         | Sundet mellan Aspö och Gisselholmen         | Sundet mellan Aspö och Gisselholmen                  | Sundet mellan Aspö och Gisselholmen         |           |
|                             | Toresta                     | Fl(2) WRG 6s                                | 5 meter                                     | 4,2 nautisk mil, 2,6 nautisk mil och 2 nautisk mil   | C6683.2                                     |           |
| 59°31′51.6″N,17°31′55.2″E   | 59°31′51.6″N,17°31′55.2″E   | Inloppet till Kalmarviken                   | Inloppet till Kalmarviken                   | Inloppet till Kalmarviken                            | Inloppet till Kalmarviken                   |           |
|                             | Torpagrund                  | Fl(2) WRG 6s                                | 3,5 meter                                   | 7,4 nautisk mil, 5,2 nautisk mil och 4,4 nautisk mil | C6693.2                                     |           |
| 59°26′34.2″N,16°10′6.9″E    | 59°26′34.2″N,16°10′6.9″E    | Passage över Galten                         | Passage över Galten                         | Passage över Galten                                  | Passage över Galten                         |           |
|                             | Torshälla                   | Iso WRG 3s                                  | 6,5 meter                                   | 6,4 nautisk mil                                      | C6691.8                                     |           |
| 59°27′39.1″N,16°28′16″E     | 59°27′39.1″N,16°28′16″E     | Passage norr om Torshälla huvud             | Passage norr om Torshälla huvud             | Passage norr om Torshälla huvud                      | Passage norr om Torshälla huvud             |           |
|                             | Viksberg                    | Exting                                      | 3,5 meter                                   | 7,8 nautisk mil                                      | C6680.2                                     |           |
| 59°14′54.1″N,17°35′25.3″E   | 59°14′54.1″N,17°35′25.3″E   | Södertäljevikens mynning                    | Södertäljevikens mynning                    | Södertäljevikens mynning                             | Södertäljevikens mynning                    |           |
|                             | Vretbo nedre                | Q W                                         | 7,2 meter                                   | 9 nautisk mil                                        | C6688.4                                     |           |
| 59°31′12.8″N,16°42′36.3″E   | 59°31′12.8″N,16°42′36.3″E   | Passage norr om Aggarön                     | Passage norr om Aggarön                     | Passage norr om Aggarön                              | Passage norr om Aggarön                     |           |
|                             | Vretbo övre                 | Iso WRG 3s                                  | 13,4 meter                                  | 9,4 nautisk mil                                      | C6688.41                                    |           |
| 59°31′18.3″N,16°42′10.2″E   | 59°31′18.3″N,16°42′10.2″E   | Passage norr om Aggarön                     | Passage norr om Aggarön                     | Passage norr om Aggarön                              | Passage norr om Aggarön                     |           |
|                             | Vällinge                    | Q WRG                                       | 5,4 meter                                   | 5 nautisk mil                                        | C6717.3                                     |           |
| 59°15′54.42″N,17°43′9.72″E  | 59°15′54.42″N,17°43′9.72″E  | Sundet mellan Vällinge och Ekerö sommarstad | Sundet mellan Vällinge och Ekerö sommarstad | Sundet mellan Vällinge och Ekerö sommarstad          | Sundet mellan Vällinge och Ekerö sommarstad |           |
|                             | Västerås                    | Q WRG                                       | 3 meter                                     | 12 nautisk mil                                       | C6690                                       |           |
| 59°36′5.7″N,16°33′3.1″E     | 59°36′5.7″N,16°33′3.1″E     | Västerås hamn                               | Västerås hamn                               | Västerås hamn                                        | Västerås hamn                               |           |
|                             | Västra Holmen               | Iso WRG 3s                                  | 6 meter                                     | 7,6 nautisk mil                                      | C6689.8                                     |           |
| 59°34′43.7″N,16°33′34.7″E   | 59°34′43.7″N,16°33′34.7″E   | Västerås inlopp                             | Västerås inlopp                             | Västerås inlopp                                      | Västerås inlopp                             |           |
|                             | Våmben                      | Fl(2) WRG 3s                                | 9 meter                                     | 6,6 nautisk mil                                      | C6683.6                                     |           |
| 59°26′55″N,17°17′37.4″E     | 59°26′55″N,17°17′37.4″E     | Sundet mellan Grönsö och Selaön             | Sundet mellan Grönsö och Selaön             | Sundet mellan Grönsö och Selaön                      | Sundet mellan Grönsö och Selaön             |           |
|                             | Ytterholm                   | Iso WRG 3s                                  | 10,2 meter                                  | 7,6 nautisk mil                                      | C6682.2                                     |           |
| 59°26′5.8″N,17°23′53.1″E    | 59°26′5.8″N,17°23′53.1″E    | Passage västerut från norra Björkfjärden    | Passage västerut från norra Björkfjärden    | Passage västerut från norra Björkfjärden             | Passage västerut från norra Björkfjärden    |           |
|                             | Årstabron NO                | Fl(2) G 6s                                  | 4 meter                                     | 3 nautisk mil                                        | C6561.8                                     |           |
| 59°18′21.6″N,18°2′31.4″E    | 59°18′21.6″N,18°2′31.4″E    | Passage under Årstabroarna                  | Passage under Årstabroarna                  | Passage under Årstabroarna                           | Passage under Årstabroarna                  |           |
|                             | Årstabron NV                | Fl(2) G 6s                                  | 4 meter                                     | 3 nautisk mil                                        | C6561.81                                    |           |
| 59°18′28″N,18°2′17.4″E      | 59°18′28″N,18°2′17.4″E      | Passage under Årstabroarna                  | Passage under Årstabroarna                  | Passage under Årstabroarna                           | Passage under Årstabroarna                  |           |
|                             | Årstabron SO                | Fl R 3s                                     | 4 meter                                     | 3 nautisk mil                                        | C6561.83                                    |           |
| 59°18′19.1″N,18°2′28.4″E    | 59°18′19.1″N,18°2′28.4″E    | Passage under Årstabroarna                  | Passage under Årstabroarna                  | Passage under Årstabroarna                           | Passage under Årstabroarna                  |           |
|                             | Årstabron SV                | Fl R 3s                                     | 4 meter                                     | 3 nautisk mil                                        | C6561.82                                    |           |
| 59°18′24.7″N,18°2′12.8″E    | 59°18′24.7″N,18°2′12.8″E    | Passage under Årstabroarna                  | Passage under Årstabroarna                  | Passage under Årstabroarna                           | Passage under Årstabroarna                  |           |
|                             | Årstaviken nr 10            | Fl(2) G 6s                                  | 4,1 meter                                   | 4,2 nautisk mil                                      | C6566.4                                     |           |
| 59°18′37.8″N,18°2′14″E      | 59°18′37.8″N,18°2′14″E      | Passage genom Årstaviken                    | Passage genom Årstaviken                    | Passage genom Årstaviken                             | Passage genom Årstaviken                    |           |
|                             | Östra Torpet                | Iso WRG 3s                                  | 4 meter                                     | 5,4 nautisk mil, 3,6 nautisk mil och 2,8 nautisk mil | C6694.7                                     |           |
| 59°27′57.66″N,16°11′33.9″E  | 59°27′57.66″N,16°11′33.9″E  | Passage över Galten                         | Passage över Galten                         | Passage över Galten                                  | Passage över Galten                         |           |